# Forensick
Forensick ist eine 2010 gegründete Heavy-Metal-Band aus Horb am Neckar.

## Geschichte
Forensick ging im Juni 2010 aus den beiden Horber Bands Heap of Ruins und High Proof hervor. Nach ersten Auftritten im Herbst 2010 gewann die Band im September 2011 den Music Contest Nordschwarzwald. Nachdem im Februar 2012 das Debüt-Album Forensick erschienen war, spielte Forensick im Sommer 2012 auf dem Bang-Your-Head-Festival und dem Mini-Rock-Festival.
Im Winter 2013 wurde das zweite Album The Prophecy aufgenommen, welches am 18. Juli 2014 weltweit über Pure Underground Records erschien. Deaf Forever lobte den „knurrenden Bass“ und die „schöne Gitarrenarbeit“ 2015 spielten Forensick auf dem Out-and-Loud-Festival.
Im Februar 2017 gaben Forensick bekannt, vorerst eine Band-Pause einzulegen. Das Abschiedskonzert fand am 13. Mai 2017 statt.

## Stil
Forensick spielt melodischen, klassischen Heavy Metal, der der New Wave of British Heavy Metal zugeordnet wird. So vergleicht der Metal Hammer die Band mit Iron Maiden und Angel Witch, auch Deaf Forever nennt in der Rezension zum Album The Prophecy Iron Maiden. Rock Hard nennt zusätzlich zu Iron Maiden noch Judas Priest.

## Diskografie
- 2010: Demo 2010 (Demo, Eigenverlag)
- 2011: Forensick (Demo, Eigenverlag)
- 2012: Forensick (Album, Eigenverlag)
- 2014: The Prophecy (Album, Pure Underground Records/Soulfood)
- 2015: The Gambler (7″-Single, Eigenverlag)